# Pallas (kráter)

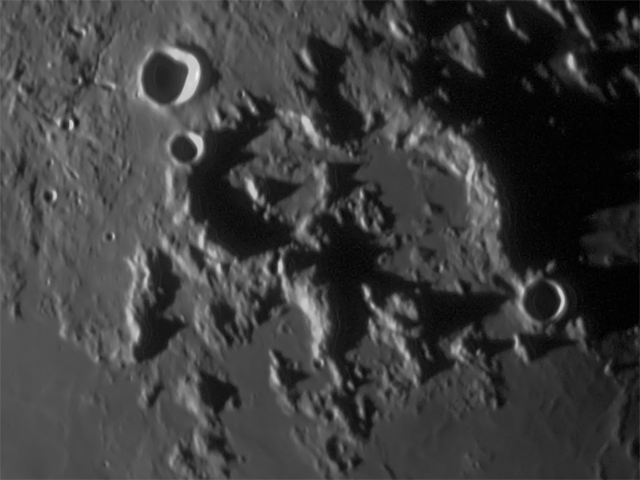
Kráter Pallas se středovým vrcholkem (větší kráter vlevo). Napravo se jej dotýká kráter Murchison.

Pallas je měsíční kráter s narušeným okrajovým valem nacházející se na přivrácené straně Měsíce na okraji Sinus Medii (Záliv středu). Má průměr 50 km, pojmenován je podle německého zoologa a botanika Petera Simona Pallase.
Východně od něj se jej okrajem dotýká další rozrušený Murchison. Severozápadně leží kráter Bode.